# Чорнопосельє
Чорнопосе́льє (рос. Чернопоселье) — село у складі Земетчинського району Пензенської області, Росія.
Населення — 1 особа (2010; 19 у 2002).
Національний склад станом на 2002 рік:
- росіяни — 95 %